# Misiliscemi
Misiliscemi (Misiliscemi anche in siciliano) è un comune italiano di 8 450 abitanti del libero consorzio comunale di Trapani in Sicilia.
Si tratta di un comune sparso comprendente 8 frazioni, il più giovane della regione, istituito nel 2021 per distaccamento dalla città di Trapani. La casa comunale si trova nella frazione di Salinagrande.

## Geografia fisica

### Territorio
Il territorio del comune si estende per 93 km². Prevalentemente caratterizzato da aree pianeggianti, Misiliscemi è bagnato dal mar di Sicilia nei territori di Marausa e Salinagrande, mentre la parte interna è per lo più collinare. Nel territorio sono presenti anche alcune saline. Il torrente più importante è il Misiliscemi, che attraversa tutte le otto località costituitesi in comune autonomo e che per la maggior parte dell'anno è asciutto. L'area misilese è stata classificata come zona sismica 2 (sismicità media).

## Origini del nome
Il territorio è attraversato dal torrente Misiliscemi. Il nome Misiliscemi deriva da Masil Escemmu, dal termine arabo Manzil-al-Escemmu, che significa "luogo elevato dove scorre l'acqua". Infatti la contrada, a circa 100 metri sul livello del mare, un tempo era ricca di sorgenti.

## Storia
Il comune di Misiliscemi venne istituito con la legge regionale n. 3 del 10 febbraio 2021, pubblicata il 19 febbraio, per scorporo di territorio dal comune di Trapani.

### Simboli
La blasonatura ufficiale dello stemma di Misiliscemi è la seguente:
Lo stemma è stato concesso con decreto del Presidente della Repubblica del 17 novembre 2023; con lo stesso atto è stato concesso il gonfalone:

## Società

### Evoluzione demografica
Abitanti censiti

## Geografia antropica
L'abitato si presenta come comune sparso, in quanto la denominazione è diversa da quella della località capoluogo (non esiste nessuna località di nome Misiliscemi, se non l'area rurale facente parte della Frazione di Guarrato, dove tra l'altro è sita la torre Normanna del 1200 da cui trae ispirazione lo stemma comunale), ed è costituito da otto frazioni.

### Frazioni
- Fontanasalsa
- Guarrato
- Rilievo
- Locogrande
- Marausa
- Palma
- Salinagrande
- Pietretagliate

Contrade
- Birgi[17]

## Infrastrutture e trasporti

### Strade
- A29 dirA Diramazione per Birgi svincoli Marausa e Trapani Ovest/Marsala/Fontanasalsa
- SS 115 uscita Guarrato

### Ferrovie
- Stazione di Marausa

### Aeroporti
- Aeroporto di Trapani-Birgi

## Amministrazione
Dal 16 aprile 2021 al 13 novembre 2022 a capo dell'ente vi fu un commissario straordinario, il dott. Carmelo Burgio, nominato dalla giunta della Regione Siciliana, che rimase in carica fino all'elezione di sindaco e consiglio, avvenuta il 13 novembre 2022. La sede legale provvisoria, nelle more dell'approvazione dello statuto comunale, rimase nel Comune di Trapani.
Le prime elezioni per i vertici dell'amministrazione comunale, ipotizzate per il giugno 2022, furono rinviate. A seguito delle prime elezioni, dal 14 novembre 2022 il sindaco eletto fu Salvatore Tallarita.
| Periodo          | Periodo          | Primo cittadino              | Partito                        | Carica                    | Note   |
| ---------------- | ---------------- | ---------------------------- | ------------------------------ | ------------------------- | ------ |
| 16 aprile 2021   | 13 novembre 2022 | Carmelo Burgio               | N.D.                           | Commissario straordinario | [ 19 ] |
| 13 novembre 2022 | in carica        | Salvatore Antonino Tallarita | Lista civica - Progetto Comune | Sindaco                   | [ 20 ] |